# Victor Sonnemans
Victor Jean Marie Sonnemans (25 de outubro de 1874 - 3 de outubro de 1962) foi um jogador de polo aquático e oficial belga, medalhista olímpico.
Victor Sonnemans fez parte do elenco medalha de prata de Paris 1900. Era membro do Brussels Swimming and Water-Polo Club.